# Stanley Kubrick
Stanley Kubrick   (Bronx, 26 de juliol de 1928 - mansió Childwickbury, 7 de març de 1999) fou un famós i sovint controvertit guionista, productor i director de cinema estatunidenc, que destacà pel seu perfeccionisme tècnic i el seu intens simbolisme intel·lectual. Fou guardonat amb un Oscar i catorze nominacions en els seus quaranta-quatre anys de carrera cinematogràfica.
Després d'obres com 2001: una odissea de l'espai (1968), Kubrick arribaria al cim de la seva carrera. Uns anys més endavant apareixeria La taronja mecànica (La taronja mecànica), que va rebre les crítiques dels sectors més conservadors, fins al punt que va retirar-se de l'exhibició a les Illes Britàniques, i que actualment és considerada com una cinta de culte. El fracàs del projecte de Kubrick d'adaptar la vida de Napoleó va propiciar la realització d'un film de caràcter històric, Barry Lyndon, en què el director realitza un exercici d'estil, de gran bellesa visual, adaptant una novel·la d'època. Ni la crítica ni el públic, però, van acompanyar-lo aquest cop.
Tot just començat els anys 80, Kubrick va iniciar l'adaptació d'un relat avalat per l'èxit: The Shining de Stephen King. El film de terror, ple de moments estel·lars, de bon gust per la composició i l'ús psicològic del color i amb una memorable interpretació de Jack Nicholson, va ser tot un triomf. Set anys passarien fins a la presentació de la seua següent cinta, la penúltima de la seua carrera, Full Metal Jacket (La jaqueta metàl·lica). En aquesta obra, Kubrick tornava al cinema bèl·lic per deixar palès el seu antibel·licisme, aquest cop, des de l'experiència americana al Vietnam. Serà en aquesta època, a més, quan començarà a esdevenir un personatge de culte, un mite vivent. Els primers treballs d'estudi de la seua obra van començar a aparèixer al mateix temps que la premsa el presentava com un geni paranoic que vivia reclòs a la seva mansió.
Poc abans de la seva mort, l'any 1999, va estrenar-se la darrera obra, Eyes Wide Shut, en què comptava amb Tom Cruise i Nicole Kidman com a protagonistes d'un relat carregat d'erotisme i de provocació, una paròdia de la societat actual reflectida en la hipocresia d'una parella de classe alta de Nova York. La mort del director va esdevenir-se tot just estrenada la pel·lícula, i ajudà a augmentar la llegenda d'un dels més importants directors del cinema nord-americà recent.

## Biografia

### Els inicis
Nascut al Bronx de Nova York en una família benestant, Kubrick va interessar-se des de ben jove per la fotografia, que començà a practicar de manera no professional amb una càmera Gaflex regalada pels seus pares. Abans d'això havia estat bateria d'un grup de jazz i aficionat als escacs (el seu pare li va ensenyar el joc als dotze anys, i els escacs varen ser quelcom molt present al llarg de la seva vida i obra, i va ser membre de diversos clubs a Nova York, especialment, del Marshall Chess Club. La seva passió per la fotografia va ajudar-lo en la seva carrera; així, va aconseguir un treball en la revista Look gràcies a una foto que va fer a un venedor de diaris que estava plorant la mort de Roosevelt. Al llarg de quatre anys, va realitzar reportatges gràfics de les més diverses celebritats del moment, i es guanyà el reconeixement professional.
En la seva joventut, va freqüentar habitualment el Museu d'Art Modern de Nova York, així com el cinema Loew's Paradise, on va forjar-se la seva passió cinèfila. A poc a poc, va créixer en ell la idea d'abandonar el treball de fotògraf per dedicar-se professionalment al cinema. Les seves majors influències, reconegudes en diverses entrevistes, foren els directors Max Ophüls, pel seu treball amb la càmera, i Sergei Eisenstein, per la seva tècnica de muntatge.
El 1951 Kubrick realitzà els seus primers curtmetratges: Day of the Fight, una espècie de documental sobre un combat de boxa (tema sobre el qual tornaria en la seua filmografia), i Flying Padre, documentant la vida d'un clergue que viatja en avioneta als pobles. Dos anys més tard el 1953, el sindicat de mariners americà el contractà per a rodar el curt documental The seafarers, que explica les funcions i els beneficis del sindicat per als mariners.
Aquesta experiència li serviria per introduir-se en la indústria cinematogràfica, fet que va confirmar amb el rodatge del seu primer llarg Fear and Desire el 1953. D'aquesta cinta en queden ben poques còpies, ja que el mateix Kubrick s'encarregà, en assolir cert estatus i reconeixement com a director, de fer-les desaparèixer de la circulació, per considerar-la immadura i, en les seves paraules, una "errada". El film conta la història d'un escamot de soldats que lluita en una terra desconeguda. Els dos bàndols enemics enfrontats estan interpretats pels mateixos actors, fet que reflecteix el caràcter encara amateur d'aquesta realització.
El 1955, Killer's Kiss (El petó de l'assassí), el seu segon llargmetratge finançat amb l'escàs èxit de l'anterior producció, va demostrar el talent fotogràfic de Kubrick i la seva capacitat expressiva en l'ús de la il·luminació. Aquesta cinta de suspens sobre un boxejador, la seva atractiva veïna i el seu xicot mafiós, va cridar l'atenció del productor independent James B. Harris, que produirà els seus films següents.
De la seva col·laboració va nàixer la productora Harris-Kubrick, que finançaria la següent pel·lícula de Kubrick Atracament perfecte (The Killing) l'any 1956. Es tracta d'un clàssic film negre basat en una novel·la de butxaca de Lionel White, que relata la preparació i desenvolupament d'un atracament en un hipòdrom. De nou, el seu talent amb la llum i, ara també, una perfecta interpretació del temps cinematogràfic, amb continus canvis de punt de vista, va suposar la confirmació del director i atragué les mirades d'alguns dels grans de Hollywood. Entre ells, Kirk Douglas, que signà amb la Harris-Kubrick un contracte per a cinc pel·lícules.

### Maduresa
El 1957 Kubrick rodarà la primera d'aquestes pel·lícules, Camins de glòria (Paths of glory), en què Douglas interpretava un coronel encarregat de defensar els seus soldats, acusats en consell de guerra de covardia davant l'enemic, tot açò ambientat a la França de la Primera Guerra Mundial. Aquesta cinta antibel·licista, que basant-se en un esdeveniment real apuntava a l'absurditat de la guerra, li valdria la primera polèmica en la seva carrera. A França, el missatge va entendre's com un atac a l'exèrcit francès i el film va estar prohibit fins al 1975.
L'any 1960, Kirk Douglas va produir i protagonitzar la següent pel·lícula de Kubrick, Espàrtac (Spartacus). Havia estat encomanada al director Anthony Mann qui, en no voler satisfer les demandes de Douglas, va delegar el treball en Stanley Kubrick, que en aquella època acabava de trencar la seva col·laboració amb Marlon Brando en el rodatge d'One-Eyed Jacks. Kubrick acceptà i finalitzà la cinta, sabent que, tot i les limitacions amb què treballaria en una producció d'alt pressupost com aquesta, li suposaria una bona empenta en la seva carrera com a director. Malgrat la total manca de control sobre el guió, Kubrick va aconseguir completar una obra molt digna, que va ser reconeguda pel públic i la crítica (concedint-li tres Oscars).
Ja amb el reconeixement de la indústria, amb major llibertat expressiva i després de rescindir el contracte que el lligava a Douglas, el 1962 va rodar Lolita basant-se en la novel·la de Vladimir Nabokov, que l'ajudà a escriure el guió. En el film, James Mason representa un home dominat per una passió incontrolable cap a una atractiva i desinhibida adolescent. La pel·lícula, igual que la novel·la, va despertar les ires dels sectors més puritans dels Estats Units, fins al punt que alguns capellans exhortaven a no veure-la. La polèmica, tanmateix, va servir per a augmentar l'èxit comercial de l'obra.
Després d'aquest triomf, tant comercial com artístic, va abocar-se a projectes més arriscats i complexos. Així, el 1964 i ja deslligat de Harris, realitzà amb l'excel·lent col·laboració de Peter Sellers (interpretant fins a tres papers) Doctor Strangelove (Dr. Strangelove or: How I Learned to Stop Worrying and Love the Bomb), una comèdia d'humor negre que parodiava el compromès tema de la cursa armamentista durant la guerra freda. La pel·lícula fou un altre èxit comercial, però en aquest cas la crítica se li va posar en contra, titllant-lo d'antiamericà. Això va fer que Kubrick traslladés la seva residència a Anglaterra, prenent la decisió de no tornar a residir mai més als Estats Units.

### 2001: una odissea de l'espai(1968)
A partir d'aquesta època, les obres de Kubrick van anar apareixent cada cop més ocasionalment i més separades en el temps. En aquesta nova etapa, les seues pel·lícules assolirien una major profunditat intel·lectual i, alhora, l'estil de Kubrick anirà fent-se cada cop més perfeccionista en l'aspecte tècnic. El 1968, Kubrick va signar una de les millors obres de la seva carrera, 2001: A space odyssey (2001: una odissea de l'espai), que destacarà per la seva bellesa plàstica en la posada en escena, dignificant un decaigut gènere com la ciència-ficció. Kubrick comptà amb les millors innovacions tècniques i desplegà tot un seguit de trucatges i efectes especials i òptics sense precedents (reconeguts amb l'Òscar de l'acadèmia americana), que gairebé acabaren per arruïnar la productora. Tot i això, l'èxit comercial salvà l'empresa i Kubrick posà el seu segell a una de les obres més modernes i arriscades de la història del cinema. L'ampli ventall de temes tractats (l'evolució de l'espècie humana, la soledat, la mort, la immortalitat i la intel·ligència artificial, avançant-se amb molt a produccions més recents sobre el tema) convertiren la pel·lícula en una obra de culte en tot el món, el renom de la qual no ha deixat de créixer amb el temps, tot i algunes acusacions de petulància i esteticisme extrem.
La pel·lícula no sols va buscar elevar l'estatus d'un gènere menor en aquell moment, la ciència-ficció, que es limitava a alienígenes antropomòrfics i plats voladors, sinó també narrar una audaç paràbola sobre l'evolució humana en un lapse de dos milions d'anys. La pel·lícula es construeix sobre la base d'un relat curt d'Arthur C. Clarke, The Sentinel, que Kubrick va llegir el 1964, i en aquest any, juntament amb Clarke, va començar a construir el guió inicial de la pel·lícula que van protagonitzar Keir Dullea, Gary Lockwood, William Sylvester, i Douglas Rain doblant la veu de l'ordinador HAL 9000. També va contractar com a dissenyador a Harry Lange, un enginyer alemany que treballava a la NASA per a obtenir el màxim realisme en la seva producció. Tant va ser el realisme, que la CIA va obrir una investigació per si s’estaven revelant secrets d'estat en plena Guerra Freda. El 1966, Kubrick ja havia filmat totes les escenes amb actors als estudis Shepperton d'Anglaterra. El 1968 es van acabar els efectes especials. El pressupost inicial de 5,5 milions de dòlars va créixer a 10 milions. Però va ser a la sala d'edició on Kubrick va establir els grans canvis entre aquesta pel·lícula i les seves predecessores: només conté 40 minuts de diàleg per a un metratge de 141 minuts, a més de ser la primera pel·lícula del director en què no hi ha narrador. Amb uns efectes especials sense precedents (dissenyats pel mateix Kubrick i executats i supervisats per Douglas Trumbull), i una confiança cega en si mateix, Kubrick realitzaria finalment una de les pel·lícules més complexes, avantguardistes i arriscades de la història del cinema.
La història comença amb un grup d'homínids en la seva lluita per la subsistència i la seva trobada amb un monòlit, i després es trasllada al futur, milions d'anys endavant, on un home, ja evolucionat a Homo sapiens, explora el sistema solar en una nau controlada per un ordinador omnipresent. Kubrick toca diversos temes en la cinta (la intel·ligència, la solitud, la mort, l'evolució, la immortalitat, l'autoreflexió, la intel·ligència artificial...) que fan del treball un motiu continu de reflexió, mantenint-la vigent a la fi. Els seus efectes especials i la recreació del viatge espacial continuen sent apreciats per la seva fidelitat tècnica, establint un abans i un després en la innovació tecnològica dels efectes i del gènere en si mateix. Un altre aspecte notable n'és la música, apartat on Kubrick també ha fet importants aportacions. Descartà la banda sonora que originàriament havia compost Alex North, que s'havia encarregat de la música en Espàrtac, usant les composicions clàssiques que va emprar a la sala d'edició. Entre les partitures utilitzades, a més de Johann Strauss o Aram Khatxaturian, Kubrick va utilitzar àmpliament la música avantguardista del compositor hongarès György Ligeti, impulsant enormement la seva fama a nivell mundial. Amb aquesta pel·lícula, Kubrick va guanyar el seu únic Oscar a títol personal (pel disseny d'efectes especials), i diversos Premis BAFTA, entre d'altres.
Precisament el mestratge que va demostrar en la realització de "2001" va inspirar un director francoalgerià per a la realització el 2002 d'un fals documental, Operació Lluna pel canal ARTE, en què insinuava que les imatges que es van veure de l'Apollo XI a la Lluna van ser rodades en un estudi per aquest director, per encàrrec de Richard Nixon. Curiosament, avui dia no són pocs els que pensen que efectivament, l'ésser humà mai va arribar a la Lluna, i que les imatges que vam veure són de Kubrick.
La història de Napoleó, projecte en què pensava recrear la vida i les batalles més importants lliurades pel dirigent francès, va ser un somni llargament anhelat per Kubrick, que va desenvolupar una investigació de preproducció enorme a finals dels anys seixanta, que finalment no es va concretar pels seus costos descomunals.

### La taronja mecànica (1971)
Durant aquells anys, Kubrick va rebre un obsequi de Terry Southern: la novel·la La taronja mecànica (A Clockwork Orange) d'Anthony Burgess. Kubrick va llegir el llibre d'una tirada i va pensar en Malcolm McDowell per interpretar el paper d'Alex. La història narra a manera de sàtira les aventures d'Alex, un jove en què les distraccions són la violació, la ultraviolència i Beethoven, com deia la promoció de la pel·lícula. El film reprèn el llenguatge emprat en el llibre que usa variants del rus amb l'anglès del carrer anomenat Nadsat, causen destrosses, actes de violència i delictes sexuals. Però les coses sortiran de control i es posarà en pràctica el procés Ludovico per intentar corregir la conducta del jove Alex. El director va buscar localitzacions a Anglaterra per mitjà de revistes d'arquitectura contemporània i només va construir 3 sets en els estudis Borehamwood: el bar Korova, la presó i el bany a la casa de l'escriptor. La taronja mecànica presenta algunes innovacions en l'aspecte tècnic, com l'ús de lents més ràpides, càmeres lleugeres de mà, i els micròfons Sennheiser Mk. 12, que van permetre no haver de tornar a gravar el diàleg ja enregistrat en l'escena en viu, així com l'ús de nous equips d'il·luminació, com els reflectors de quars Lowell de 1.000 watts, que van permetre a Kubrick girar la càmera en qualsevol direcció sense preocupar-se per capturar algun equip luminotècnic a l'habitació. L'escena de la dona i els gats n'és un bon exemple. La música hi va ser novament un altre element destacable, pel seu caràcter avantguardista en l'ús de l'electrònica per adequar les melodies a les escenes per part del músic Walter Carlos, que recrea mitjançant sintetitzadors una marxa fúnebre de Henry Purcell en l'obertura de la pel·lícula, juntament amb la imatge dels actors, conformant una escena de caràcter hipnòtic i atmosfèric. També s'utilitza la Simfonia núm. 9 de Ludwig van Beethoven com a fons per a la dansa de les estatuetes abraçades de Jesucrist i l'Obertura de Guillem Tell de Gioachino Rossini per a l'orgia a l'habitació d'Alex, però accelerada electrònicament. Fins i tot, s'afirma que Kubrick va buscar contactar amb el grup de rock progressiu Pink Floyd per utilitzar passatges d'Atom Heart Mother, però no s'arribà a un acord. Estrenada als Estats Units el 1971 i a Anglaterra el 1972, la pel·lícula va despertar una controvèrsia mai vista al Regne Unit per un film, al voltant del seu contingut i les repercussions en els espectadors, dividint els crítics, generant debats públics en la premsa escrita, la televisió i la ràdio, com ho analitza Christian Bugge en The Clockwork Controversy. A tot això, s'hi ha de sumar el fet de delictes comesos, fins i tot un assassinat, en aquella època, amb molta atenció atorgada per part de la premsa anglesa, per joves que aparentment replicaven escenes de la pel·lícula o en algun cas vestien de manera similar als protagonistes. Això va augmentar la pressió en el debat i va portar Kubrick, que segons diverses fonts estava molt preocupat, a pressionar la Warner Bros, la seva nova distribuïdora, per cancel·lar qualsevol exhibició pública de la pel·lícula el 1973 a les sales del Regne Unit. Això va durar fins a l'any 2000. La pel·lícula va obtenir 7 premis BAFTA inclòs el de millor pel·lícula, 2 premis Globus d'or, 4 nominacions als premis Oscar, 2 Director Guild of America, entre d'altres.
Potser l'èxit més important que va obtenir Kubrick amb aquesta cinta va ser assegurar formalment per part de Warner Bros, amb un lucratiu contracte, el control total sobre les seves cintes, a nivell tècnic i sobretot artístic, fins i tot de distribució. L'èxit en taquilla del film que, sobre una inversió de 2 milions de dòlars, va poder guanyar 40 milions, va permetre al director sustentar el seu contracte. Kubrick rebia a més prop del 40% dels beneficis, per a això va crear una base de dades de sales on aquest tipus de pel·lícules d'autor tenien millors opcions comercials.

### Barry Lyndon(1975)
El treball de preproducció que havia fet per a Napoleó el va ajudar a establir les bases de la seva següent producció, Barry Lyndon, el 1975, basada en la novel·la victoriana The Luck of Barry Lyndon de W. M. Thackeray, publicada el 1844. Narra la història de l'ascensió i caiguda d'un noi a l'Europa del segle xviii i és protagonitzada per Ryan O'Neal i Marisa Berenson. Novament, l'extremada cura en el detall de Kubrick es fa palesa en el procés de la pel·lícula en què usà llibres d'art i documents de l'època per buscar localitzacions, crear objectes, cotxes i el vestuari que va ser confeccionat utilitzant com a models roba d'aquell segle. Es van seguir les tècniques de costura que es van emprar originàriament contractant 35 sastres que van treballar durant 6 mesos. Davant la insistència del director, els interiors es van rodar exclusivament amb la llum d'espelmes, gràcies a uns objectius especials de la casa Carl Zeiss, amb una obertura màxima de f/0.7, que havia comprat a un conegut seu, i el disseny va ser inicialment realitzat per la NASA. Segons l'actriu Marisa Berenson, els actors, en algunes preses d'acostament, gairebé no es podien moure per no sortir de focus. Les tècniques d'emulsió i revelat actual van fer obsoleta aquesta tecnologia.
La pel·lícula va ser filmada a Irlanda i a Anglaterra. A Irlanda, Kubrick va rebre algunes amenaces per part del grup terrorista IRA pel fet que els extres representaven soldats onejant la bandera britànica sobre sòl irlandès. La música que es va emprar va ser el resultat de la recopilació de totes les gravacions que conté composicions del segle xviii que Kubrick va poder aconseguir. Però en veure que el seu caràcter era majorment festiu va recórrer també a Franz Schubert i el seu Trio in mi bemoll, compost el 1828; addicionalment, va afegir una partitura enregistrada per Leonard Rosenman per suplir la comanda del director. Precedida d'una gran expectació a causa dels seus dos títols anteriors i el seu efecte en el públic, la pel·lícula va ser rebuda amb crítiques mixtes a mitjans dels setanta, i va fallar en la recaptació de taquilla inicial, tot i els 4 premis Oscar que va obtenir el 1975. Des de llavors, la pel·lícula ha guanyat prestigi dins del llegat del director pels seus èxits tècnics i artístics.

### The Shining(1980)
La novel·la de l'escriptor multivendes de finals dels anys setanta Stephen King i un gènere amb bon èxit en aquell moment, el terror, van motivar Kubrick per la seva següent pel·lícula. A partir de la novel·la The Shining de l'escriptor nord-americà, va reescriure el guió al costat de Diane Johnson, i el resultat va arribar el 1980 amb el rodatge de The Shining. La versió de Kubrick és una variació sobre la versió del llibre, especialment en el caràcter del protagonista i les seves motivacions. La pel·lícula va ser filmada pel que fa als interiors als estudis Elstree, a Borehamwood, i les preses exteriors es van realitzar al Timberline Lodge, a Oregon, Portland, on es va recrear l'Overlook Hotel. Mostra la transformació del personatge de Jack Torrance (interpretat per l'oscaritzat Jack Nicholson), que té cura de l'hotel durant els intermedis de temporada, presentant-lo com un ésser temperamental i amb una progressiva pertorbació que afecta finalment la seguretat de la seva pròpia família.
Kubrick va fer ús extensiu d'una innovació recent, el Steadicam, un giroscopi estabilitzador que permetia a la càmera desplaçar-se per l'espai sense vibracions, la qual cosa li permet filmar de manera efectiva el fill de Torrance, interpretat per Danny Lloyd, sobre el seu tricicle de plàstic a través dels corredors de l'hotel o Nicholson caminat pel laberint del jardí. La música novament recau en mans de Wendy Carlos que modifica novament amb l'electrònica la música original, una adaptació del compositor Hector Berlioz, del tema medieval Dies Irae. Altres compositors que conformen la banda sonora són György Ligeti, Béla Bártok, Krzysztof Penderecki i temes de bandes pertanyents al primer quart del segle xx. La pel·lícula va obtenir una bona resposta del públic i taquilla, però la crítica va tornar a quedar dividida. Segons el parer de l'autor de la novel·la, Stephen King, que inicialment va estar afalagat amb la idea de l'adaptació per part de Kubrick, el film no aprofundeix en el veritable tema de la novel·la que fins i tot té tints autobiogràfics. Aquest, el 1987, va fer una nova adaptació per a la televisió del seu llibre. La filla de Kubrick, Vivian, realitzà un documental sobre la filmació de la pel·lícula el 1980.

### Full Metal Jacket(1987)
Han de transcórrer set anys fins que aparegui la seva següent pel·lícula, La jaqueta metàl·lica (Full Metal Jacket), el 1987, en què torna a tocar el tema bèl·lic, aquesta vegada sobre la Guerra del Vietnam i novament és una adaptació d'una novel·la, The Short-Timers de Gustav Hasford. El títol de la pel·lícula, com és habitual, variarà depenent del país, com a Nascut per matar o Cara de guerra. Impossible traduir el doble sentit: d'una banda els casquets de les bales, i d'altra els taüts d'alumini en què eren enviats a casa el cossos dels soldats morts. La pel·lícula té dues parts clarament diferenciades: la preparació dels soldats a la base de marines Parris Island, a Carolina del Sud, i la guerra en si, ubicada a la ciutat vietnamita de Hué. Durant el rodatge, Kubrick reescrivia el guió sobre la marxa, modificant les escenes originals. La pel·lícula es va rodar entre 1985 i 1986 a Anglaterra, a la base de l'exèrcit britànic a Bassingbourne, els estudis a Enfield, i el gasífer de Beckton, a l'est de Londres; el procés de demolició va ser utilitzat per a recrear la ciutat modernista de Hue, a on es van portar 66 palmeres. La pel·lícula és protagonitzada per Matthew Modine, Vincent D'Onofrio, Adam Baldwin i Lee Ermy. La música va ser escrita per Abigail Mead, un àlies que va utilitzar Vivian Kubrick, emprant un sintetitzador. Per a les cançons, Kubrick va recórrer a les llistes d'èxits del període 1962-1968, incloent èxits de Johnny Wright, The Rolling Stones, Nancy Sinatra i The Trashmen, entre d'altres. Malgrat que el film es va estrenar poc després de l'èxit de Platoon (1986) d'Oliver Stone, va obtenir bones crítiques i bona taquilla durant la seva exhibició.

### Darrers projectes i mort
Després d'aquesta pel·lícula, Kubrick va començar a avaluar nous projectes. En primer lloc, Intel·ligència artificial, la història d'un nen robot abandonat per la seva mare. Kubrick sempre havia volgut adaptar el relat de Brian Aldiss, però no va ser fins que va veure Parc Juràssic (1993), del director nord-americà Steven Spielberg, que va saber que la tecnologia necessària per a filmar la pel·lícula estava ja al seu abast. També estava interessat en The Aryan Papers, una pel·lícula sobre dos refugiats jueus durant la persecució nazi. No obstant això, el mateix Spielberg s'avançaria amb el film La llista de Schindler (1993), per, fonamentalment, la dificultat que va suposar a Kubrick l'encaix cinematogràfic de l'holocaust jueu, segons el seu propi criteri. La semblança de la pel·lícula de Spielberg amb el seu propi projecte i problemes de diversa índole li'n farien desistir.
Finalment, Kubrick va realitzar Eyes Wide Shut (1999), basada en la novel·la Traumnovelle, d'Arthur Schnitzler. La història original està situada a la Viena del segle xix però la pel·lícula es localitza a la Nova York actual, narrant la vida d'una parella de novaiorquesos de classe alta que viuen aparentment una feliç vida en comú, però que els somnis i fantasies sexuals manifestats en un moment d'intimitat comencen a desestabilitzar la relació. La pel·lícula va tenir com a protagonistes per als papers dels Harford una parella en la vida real, dues grans estrelles de Hollywood d'aquell moment, Tom Cruise i Nicole Kidman; es comptà amb Sydney Pollack i Marie Richardson per als rols secundaris. La pel·lícula, com en totes les altres a partir de Lolita va ser filmada a Anglaterra, fins i tot en les preses exteriors, amb només algunes excepcions de preses generals fetes a Nova York. El treball final és un desplegament de l'habitual virtuosisme de Kubrick per a filmar i compondre, jugant intensament amb els colors i la llum, especialment la llum artificial, per reforçar certes sensacions, arribant fins i tot a forçar el revelat de les cintes per donar-li a la imatge l'aura desitjada. La banda sonora va ser molt variada, composta per a l'ocasió per Jocelyn Pook; s'incloïen obres de György Ligeti, Franz Liszt, Chris Isaak, Dmitri Xostakòvitx. Després de gairebé 12 anys, Kubrick tornava amb una pel·lícula generant una forta expectació en el públic, en part pels rumors que van circular en la premsa sobre els seus hàbits de vida, especialment la seva misantropia, fet que el director ja havia desmentit en dues entrevistes anteriors. La pel·lícula novament va generar una certa polèmica, al voltant de la censura que va rebre la cinta en la versió per als Estats Units on digitalment es van tapar les zones genitals a certs actors extres durant una orgia. En un inici, el film va ser rebut amb una certa tebior per part d'un sector de la crítica, i amb entusiasme per altres sectors, especialment la crítica francesa, que fins i tot li va donar el premi a la millor pel·lícula estrangera. El pressupost del film va ascendir a 65 milions de dòlars.
Dies més tard d'acabar de muntar la pel·lícula, als 70 anys, Stanley Kubrick moria al llit de la seva residència de Hertfordshire, al sud-est d'Anglaterra, d'un atac de cor. La seva mort va congregar gran interès per part de la premsa mundial a causa de l'enorme fama i reputació, tant professional com el mite personal que va guanyar durant els seus anys de vida.

## Llegat
La influència de Kubrick en el cinema contemporani és enorme i difícil de definir en la seva dimensió real. No sols per la gran quantitat de llibres dedicats a la seva persona i al seu treball, les compilacions que el situen entre els més importants de la història, així com documentals televisius sobre la seva vida i assajos publicats en diversos mitjans de comunicació, sinó també pels èxits fílmics que aconseguí en vida i l'aportació que va realitzar l'statu quo de rol del director dins la indústria cinematogràfica.
Kubrick va lluitar i va aconseguir el tan anhelat control total sobre les seves pel·lícules, amb la finalitat que la seva visió fílmica no es veiés afectada més que pel que entenia com a coherència artística. Sense estudis formals de cinema, va participar en cada etapa de la producció d'una cinta, aprenent les tècniques i l'ofici, arribant a aportar innovadors procediments tècnics (efectes especials, sistema de filmació, noves càmeres, focus, llums i lents), i narratius, que van permetre a la indústria en general avançar diversos anys.
Un altre apartat on va ser decisiu va ser en l'ocupació de la banda sonora en les cintes que va dirigir, anticipant-se a diverses tendències, incorporant tant l'enciclopèdica revisió de la música pertanyent a l'època en la qual és ambientada la pel·lícula de torn, així com per emprar les aportacions de l'electrònica quan aquesta s'aplicava principalment en el camp experimental.
Les seves pel·lícules no deixaven d'incorporar els seus propis interessos intel·lectuals i les reflexions sobre l'ésser humà i la seva lluita constant amb el seu entorn, ja sigui físic, social, psicològic o metafísic. La seva observació sobre l'ésser humà sempre guardava una distància prudent, que en comptes de fredor (com ho titllen alguns crítics), podria més aviat llegir-se com un veritable interès i oberta curiositat per entendre el procedir del personatge com a peça dins d'un engranatge més complex que el purament cultural. Busca aquells codis dins de cada ésser humà que l'empenyen a actuar d'una forma en particular, tant en la intimitat com en l'odissea titànica, que modifiquen el curs la història, creant en el procés imatges tan sobresortints i atemporals que s'han convertit en part de la cultura popular.
Un tema final podria ser la seva obsessió amb els detalls i la qualitat del producte. Pocs directors van fer d'això un tema major: entendre el film com a acte d'aprenentatge extrem de l'entorn del personatge, basant-se en una sòlida investigació que va portar, juntament amb el seu perfeccionisme, a dilatar els rodatges i augmentar l'aura mítica que projectava en la premsa.

## Filmografia
| any  | Títol original                                                      | Títol en català              |
| ---- | ------------------------------------------------------------------- | ---------------------------- |
| 1951 | Day Of The Fight                                                    | Day of the fight             |
| 1951 | The Flying Padre                                                    | Flying Padre                 |
| 1953 | The Seafarers                                                       | The Seafarers                |
| 1953 | Fear and Desire                                                     | Fear and Desire              |
| 1955 | Killer's Kiss                                                       | El petó de l'assassí         |
| 1956 | The Killing                                                         | Atracament perfecte          |
| 1957 | Paths of Glory                                                      | Camins de glòria             |
| 1960 | Spartacus                                                           | Espàrtac                     |
| 1962 | Lolita                                                              | Lolita                       |
| 1964 | Dr. Strangelove or How I Learned To Stop Worrying And Love The Bomb | Dr. Strangelove              |
| 1968 | 2001: A Space Odyssey                                               | 2001: una odissea de l'espai |
| 1971 | A Clockwork Orange                                                  | La taronja mecànica          |
| 1975 | Barry Lyndon                                                        | Barry Lyndon                 |
| 1980 | The Shining                                                         |                              |
| 1987 | Full Metal Jacket                                                   |                              |
| 1999 | Eyes Wide Shut                                                      |                              |

## Premis

### Premis Oscar
| Any  | Categoria                                             | Pel·lícula                  | Resultat   |
| ---- | ----------------------------------------------------- | --------------------------- | ---------- |
| 1965 | Millor pel·lícula                                     | Dr. Strangelove             | Candidat   |
| 1965 | Millor director                                       | Dr. Strangelove             | Candidat   |
| 1965 | Millor guió adaptat amb Peter George i Terry Southern | Dr. Strangelove             | Candidat   |
| 1969 | Millors efectes visuals                               | 2001: Una odissea a l'espai | Guanyadora |
| 1969 | Millor director                                       | 2001: Una odissea a l'espai | Candidat   |
| 1969 | Millor guió original amb Arthur C. Clarke             | 2001: Una odissea a l'espai | Candidat   |
| 1972 | Millor guió adaptat                                   | La taronja mecànica         | Candidata  |
| 1976 | Millor guió adaptat                                   | Barry Lyndon                | Candidata  |
| 1988 | Millor guió adaptat amb Michael Herr i Gustav Hasford | La jaqueta metàl·lica       | Candidat   |

### Premi Globus d'Or
| Any  | Categoria       | Pel·lícula          | Resultat |
| ---- | --------------- | ------------------- | -------- |
| 1961 | Millor director | Espàrtac            | Candidat |
| 1963 | Millor director | Lolita              | Candidat |
| 1972 | Millor director | La taronja mecànica | Candidat |
| 1976 | Millor director | Barry Lyndon        | Candidat |

### Festival de Venècia
| Any  | Categoria              | Pel·lícula             | Resultat               |
| ---- | ---------------------- | ---------------------- | ---------------------- |
| 1962 | Lleó d'Or              | Lolita                 | Candidata              |
| 1997 | Lleó d'Or a la carrera | Lleó d'Or a la carrera | Lleó d'Or a la carrera |